# Spionen med den kalla nosen
Spionen med den kalla nosen (engelska: The Spy with a Cold Nose) är en brittisk spionkomedi från 1966 i regi av Daniel Petrie. 

## Handling
Den brittisk underrättelsetjänsten försöker få information från Kreml genom att skänka en hund med en inopererad sändare till den sovjetiske premiärministern.

## Rollista i urval
- Laurence Harvey - dr Francis Trevelyan
- Daliah Lavi - prinsessan Natasha Romanova
- Lionel Jeffries - Stanley Farquhar
- Eric Sykes - Wrigley
- Eric Portman - brittiske ambassadören
- Denholm Elliott - Pond-Jones
- Colin Blakely - sovjetiske premiärministern
- June Whitfield - Elsie Farquhar
- Robert Flemyng - chefen för M.I.5
- Paul Ford - amerikansk general
- Michael Trubshawe - Braithwaite